# 東山道武蔵路

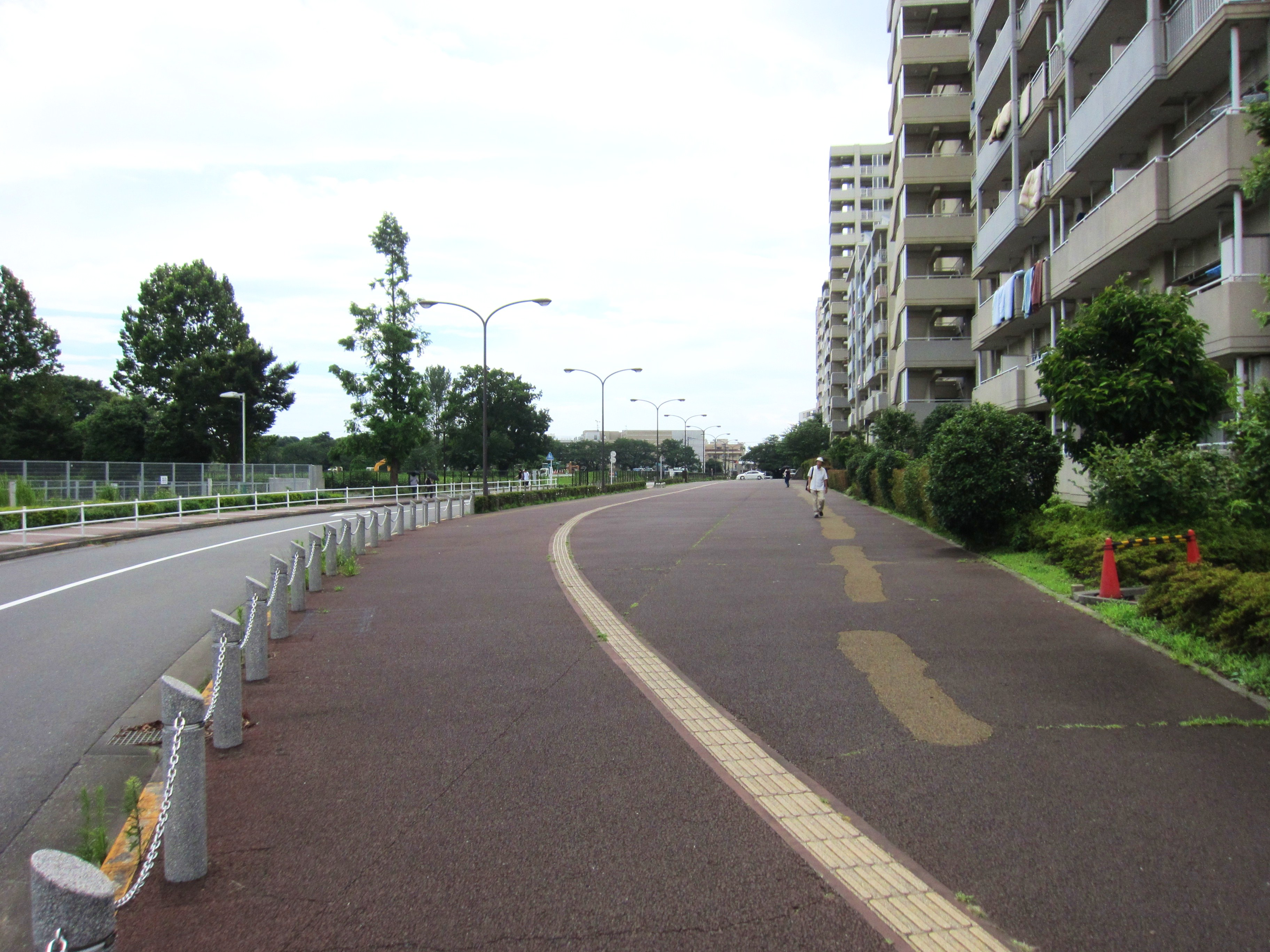
武蔵国分寺跡付近（東京都国分寺市）
茶色部分は側溝跡。

東山道武蔵路（とうさんどうむさしみち）は、古代に造られた官道の一つ。当初東山道の本道の一部として開通し、のちに支路となった道であり、上野国・下野国から武蔵国を南北方向に通って武蔵国の国府に至る幅12m程の直線道路であった。
途中に駅が5つあったと考えられているが、その名称・位置については不明である。

## 概要

### 設置
7世紀に律令制が確立されるとそれに伴って行政区画の整備も行われ、いわゆる「五畿七道」が設置された。この制度により畿内以外の国々はそれぞれ所定の「道」に属し、同時にそれらの国の国府を結ぶ同名の官道が建設されることになった。
この際、武蔵国は相模国の東に接する海沿いの国ではあったが、近江国を起点に美濃国・飛騨国・信濃国・上野国・下野国・陸奥国（当時はまだ出羽国はなかった）と本州の内陸国が属する東山道に属することになった。このため、道としての東山道にもこれらの国々から大きく外れたところにある武蔵国の国府を結ぶ必要が生じた。
普通官道は地理的制約から特定の国の国府を通れない場合、支道を出して対処するのが原則であり（例：東海道の甲斐国・山陽道の美作国）、武蔵国の場合も上野国府と下野国府との間で本道を曲げて、上野国邑楽郡から5駅を経て武蔵国府に至るルートが設置された。
その結果、上野国府 - 新田駅（上野国） - 武蔵国府 - 足利駅（下野国） - 下野国府というルートが採用されることになり、新田駅 - 足利駅間は直進ではなく南北にわたってY字形に突き出る格好となった。この突き出した部分が東山道武蔵路である。

### 支道化と間道への降格
当時は東山道の一部として管理されていた武蔵路ではあったが、朝廷の官吏使節（東山道使）は上野国邑楽郡から東山道武蔵路を経て武蔵国府（東京都府中市）へ至り公務を終えて次に下野国に移動する際は再びこの道を引き返して下野国府（栃木県栃木市）へ向かうという非効率な旅程を強いられていた。これに対処するために、新田駅と足利駅とを直接結ぶ道を東山道官道とし、合わせて武蔵国を東山道から東海道へ移管する太政官奏上がなされ、光仁天皇がこれを許可した。この旨は、『続日本紀』宝亀2年10月27日（771年12月7日）条で以下のように記録されている。
つまり、「太政官は以下のように奏上した。武蔵国は今は東山道に属するが東海道も兼ねるため公使がたくさん行き交い、供応が非常に難しい状況にあります。東山駅路は上野国新田駅（群馬県太田市）から下野国足利駅（栃木県足利市）に達しており、この道は非常に便利です。しかしながら、公使はこの便利な道を使えず、上野国邑楽郡から5駅を経て武蔵国に至り、退去する際には同じ道を戻って下野国に向かうという旅程を取っています。一方、今の東海道は相模国夷参駅（神奈川県座間市）から4駅を経て下総国へ至っており、この道はたいへん便利なものです。にもかかわらず、この便利な道を捨ててあの不便な道を取るのは損害が極めて多くなります。私どもではかった結果、東山道を改めて東海道に属させれば、公私得する所となり、人馬も安息できます。（光仁天皇は）奏上を許可した」となっている。
これによって武蔵国は東山道から東海道へ移管となり、東海道も相模国から海路で上総国に向かうルートから武蔵国の沿岸を通るルートに変更されて国府への支道もつくことになった。同時に東山道武蔵路は官道から外れ、間道に降格されることになったのであった。

### 降格以後
武蔵路は降格以後も朝廷の管理を外れただけでそのまま維持され、武蔵国から東山道への間道として旅行者に利用された。天長10年（833年）には、武蔵路の通過する途中の多摩郡と入間郡の間に国府によって旅行者の救護施設・悲田処が開設されており、交通が衰えていなかったことを物語っている。
一方、『新編武蔵風土記稿』の榛沢郡の記述によると、東山道に属した頃の武蔵国榛沢郡は官道にあり街道が通っていたため繁栄したが、（宝亀2年（771年）に）武蔵国が東海道に移るとともに人が減り僻遠の地となった、とある。
また、律令制の衰えとともに道路の整備も行き届かなくなり、次第に道としての機能を果たさなくなった。最終的な廃道の時期は不明であるが、発掘調査によると11世紀頃までは道として使用されていたことが分かっており、中世には、かつての東山道武蔵路と並行するような形で鎌倉街道上道が主要な道路として利用されたが、その後中山道が整備されて上野国と武蔵国を結ぶ機能は中山道に譲ったため、多くは近世以降に廃道になった。

## 遺構の確認地
武蔵路として確実な遺構は南部を中心に集中的に見つかっている。北部ではあまり遺構が見つかっておらず、周辺遺跡を参考にルートを推定するに留まっている。

### 東京都
- 多摩川の渡し
- 分倍河原駅西側

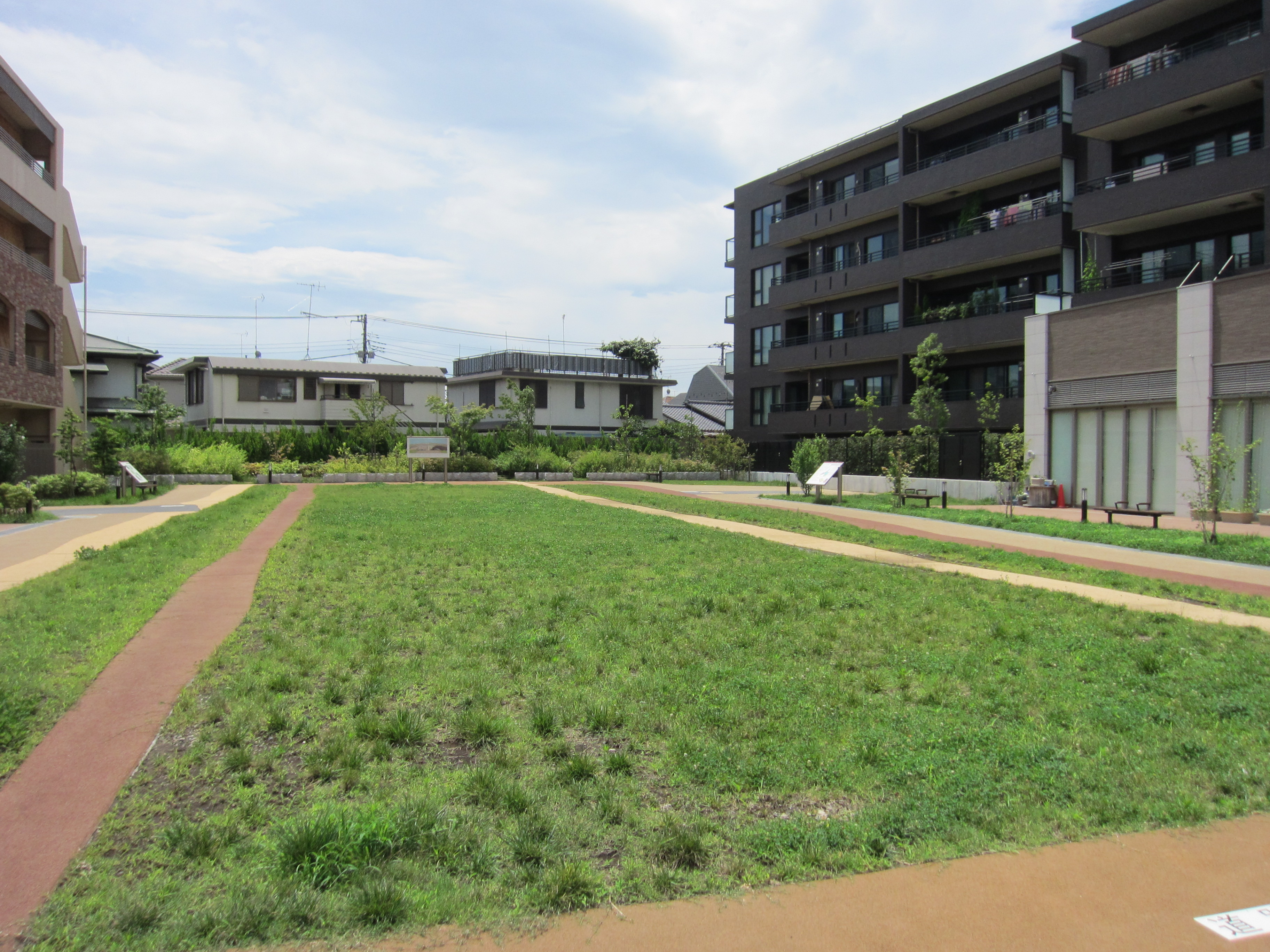
武蔵国分寺跡付近（東京都国分寺市）

- 府中市美好町三丁目（埼玉県所沢に至るまでほぼ南北に走る）
- 東芝府中工場内（第2期の道路と思われる道路痕跡が西側溝上で検出）
- 府中市武蔵台一丁目（府中市遺跡一覧　遺跡番号:1（武蔵国分寺跡関連）道路、溝、[中][近]柱穴列、土坑、道路、溝。府中5・9・33参照。国分寺7・19に接続）[3]
- 旧国鉄中央鉄道学園跡地遺構（国分寺市泉町2丁目）

官道遺構が大規模に発見された全国でも稀な遺跡で、東京都指定史跡。一部分、保存措置が取られている。
- 上水本町遺構（小平市上水本町）
- 原島農園遺構（小平市小川2丁目）
- 小川団地遺構（小平市小川東町2丁目）
- 野口橋遺構（東村山市本町1丁目）
- 土方医院遺構（東村山市本町2丁目）
- 八国山遺構（東村山市諏訪町2丁目）

以上6ヶ所は旧国鉄中央鉄道学園跡地遺構と東の上遺跡を結んだ線上を調査して得た遺構。

### 埼玉県
- 東の上遺跡（所沢市久米）

武蔵路の遺跡としては最初に見つかったもの。国府から北に直線に上がったところにあたるため、発掘当時から武蔵路の跡と目されていた。
両幅に溝が掘られた道幅12mの直線道路が発掘され、溝から須恵器の蓋などが見つかり、7世紀第4四半期ものと認定された。
その後の更なる発掘調査の結果、周囲に多数の建物の跡や各地の土器、馬具等も出土している為、駅跡の可能性も注目されている。
- 柳野遺跡（所沢市下富）

上記の東の上遺跡の延長上から推定して発掘調査した結果、平成24年3月に同じ構造の遺構が見つかっている。現在地図上で北へ500mほども細長く延びる下富の字域を確認できるが、これが武蔵道跡と考えられている。
- 八幡前・若宮遺跡（川越市的場）

「驛長」の墨書土器が出土し、こちらも駅跡の可能性が高いとして注目されている。
- 女堀遺跡（川越市的場）

現在確実に武蔵路の遺構として考えられている最北の遺跡。
- 西吉見条里遺跡（比企郡吉見町南吉見）

2001年（平成13年）度の発掘で官道級の幅員を持つ古代道路跡が発見され、その後も道路跡の延長上の遺跡で同様の発見があった。
武蔵路の遺構との推測がなされているが、向きが北東に傾いているため、郡衙同士の連絡道、または常陸国へ通じる間道という説もあって確定していない。